# Bifascioides leucomelanella
Bifascioides leucomelanella is een vlinder uit de familie prachtmotten (Cosmopterigidae). De wetenschappelijke naam is voor het eerst geldig gepubliceerd in 1916 door Rebel.
De soort komt voor in Europa.